# Нематзаде, Афлатун Немат оглы
Нематзаде Афлатун Немат оглы (род. 25 апреля 1944, Арчиван, Астаринский район) — азербайджанский и турецкий театральный режиссер, писатель и поэт. Заслуженный деятель искусств Азербайджанской Республики (2011) и Народный артист Азербайджанской Республики (2018). Профессор Университета Гази в Анкаре, доктор философии и искусствоведения, член Союза писателей Азербайджана. Основатель национальной оперы в Йемене.

## Биография
Афлатун Нематзаде родился в 1944 году в поселке Арчиван, Астаринский район. В 1962—1967 годах он учился на факультете музыкальной комедии Азербайджанского театрального института имени М.Алиева.
В 1970—1975 годах он окончил факультет оперной режиссуры Ленинградской (ныне Санкт-Петербургской) государственной консерватории имени Н. А. Римского-Корсакова. В 1976 году он был ассистентом режиссера в Большом театре оперы и балета в Москве у всемирно известного режиссера Бориса Покровского.
В 1980 году Афлатун Нематзаде был направлен на работу в Народную Демократическую Республику Йемен, где основал Государственный национальный музыкальный театр в Адене, став основателем национальной оперы в Йемене. В 1984—1992 годах он работал режиссером в Бакинском государственном театре оперы и балета, где поставил множество оперных спектаклей. В 1988 году он получил степень доктора искусствоведения в Грузинском университете искусств.
В 1991 году он был приглашен в Государственный театр оперы и балета в Анкаре, а позже начал работать режиссером в Государственном театре оперы и балета в Мерсине. Афлатун Нематзаде является автором более 100 научных исследований, статей и стихов, которые публиковались в изданиях «Ədəbiyyat və incəsənət», «Qobustan», «Azərbaycan gəncləri», «Литературный Азербайджан», а также в России, Йемене, Египте, Турции и Польше.
В советское время он ставил спектакли в различных городах, включая Санкт-Петербург, Москву, Карши (Узбекистан), Алма-Ату (Казахстан), Бишкек (Кыргызстан), Казань (Татарстан). В 1970—1980 годах он вел серию передач «Разговоры об опере» на Азербайджанском государственном телевидении.
Афлатун Нематзаде осуществил множество значимых проектов для тюркского мира, таких как оперы «Кероглу» и «Алпамыш», которые получили широкий успех в тюркских странах и в Европе. Его опера «Üstün zəka», посвященная Гейдару Алиеву, была издана в Турции.
Афлатун Нематзаде также является автором первого учебника по оперной режиссуре в Турции. Долгие годы он преподавал в Университете Гази в Турции, был колумнистом газеты «İl», председателем благотворительного и культурного общества «Yeni Azərbaycan Yardımlaşma ve Kültür Dərnəyi» и представителем Центра сотрудничества азербайджанцев и других тюркских народов (ATXƏM) в Турции.
Афлатун Нематзаде внес значительный вклад в развитие связей между диаспорами тюркских народов. В 2014 году в Анкаре Международная организация тюркской культуры (TÜRKSOY) провела мероприятие, посвященное 50-летию его творческой деятельности и 70-летию со дня рождения, на котором ему была вручена юбилейная медаль TÜRKSOY за заслуги перед тюркским миром.

## Книги
- «Исмаил Дагестанлы» (1981)
- «Размышления о Йемене» (1990)
- «Следы в годах…» (1991)
- «Режиссура оперы» (2000)
- Роман «Железный занавес»
- Награды
- Заслуженный деятель искусств Азербайджанской Республики (15 марта 2011)
- Народный артист Азербайджанской Республики (27 мая 2018)
- Юбилейная медаль TÜRKSOY (2014)

## Награды
- Заслуженный деятель искусств Азербайджанской Республики[2] (15 марта 2011)
- Народный артист Азербайджанской Республики[3] (27 мая 2018)
- Юбилейная медаль TÜRKSOY (2014)